# Kołacz Ormian kuckich
Kołacz Ormian kuckich – tradycyjna potrawa Ormian polskich. Odmiana kołacza.
Danie przybyło na Dolny Śląsk po II wojnie światowej wraz z Ormianami, którzy zamieszkiwali Kutach nad Czeremoszem i doskonale integrowali się tam z polskim kręgiem kulturowym, przy zachowaniu własnych tradycji, m.in. kulinarnych. Szczególnie dużo Ormian osiedliło się po wojnie w Obornikach Śląskich.
Jest to tradycyjne ciasto drożdżowe wypiekane z dodatkiem szafranu. Ormianie polscy trudnili się w znacznej mierze handlem, importując m.in. przyprawy i inne artykuły kolonialne. Znalazło to odzwierciedlenie w ich kuchni, bogatej we wschodnie przyprawy. Kołacz ormiański charakteryzuje się przygotowaniem ciasta z bardzo dużą liczbą żółtek (minimum 15 na kilogram mąki). Musi być wysoki, dobrze wypieczony i mocno zarumieniony, co odróżnia go od polskich, znacznie bledszych w barwie, kołaczy.